# 华夷译语

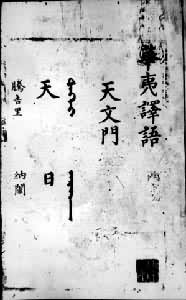
明朝洪武二十二年（1389年）刊发的《华夷译语》抄本，这是朝廷官方使用的一部蒙古文汉文对译的辞书。

《华夷译语》狭义指明朝洪武十五年（1382年）火原洁、马沙亦黑等奉命编纂的《華夷譯語》，是一本蒙汉对译的辞书；广义则是对明、清朝廷官方编纂的各种《译语》、《杂字》、《来文》的统称。这些《华夷译语》是中国近代早期的外文译汉文的官方辞书，附有外语原文原字以及词义，并以汉字拟音的方式为外文词汇注音。是研究近代外国文、民族文、汉文语言的重要的参考资料。

## 背景
中国史上各朝各代的朝廷都有着长期对外交涉的传统，在与来华朝贡的使者交涉的过程中以及往来书信的读写过程中，有必要培训精通外文和汉文的翻译人才，兼用于接待来华使者并负责安排其在华的伙食住宿等问题。元朝至元十三年（1276年），朝廷在大都（今北京）设立了会同馆，负责口譯。明朝洪武年间，在南京应天府的原南京公馆馆内设会同馆。永乐六年（1408年）在北京顺天府重设会同馆。正统六年（1441年）按照馆址位置分为南北二馆，南馆三所，北馆六所。而后该馆不断扩增，截至明朝成化五年（1469年）已有附属馆十八处，包括朝鲜馆（朝鮮語）、日本馆（日语）、琉球馆（琉球语）、安南馆（越南语）、真腊馆（高棉语）、暹罗馆（泰语）、占城馆（占語）、爪哇馆（爪哇语）、苏门答喇馆（亚齐语）、满剌加馆（马来语）、达达馆（蒙古语）、回回馆（波斯语）、畏兀儿馆（察合台语）、西番馆（藏语）、河西馆（“河西语”）、缅甸馆（缅甸语）和云南百夷馆（云南傣语）。
明朝永乐五年（1407年）在北京顺天府首设四夷馆，专门负责笔译，隶属翰林院，选取国子监生培训。下分八馆：鞑靼馆（蒙古语）、女直馆（女真语）、西番馆（藏语）、西天馆（梵语）、回回馆（波斯语）、高昌馆（察合台语）、百夷馆（傣语）、缅甸馆（缅甸语）。正德六年（1511年）增设八百馆（泰沅语），万历七年（1579年）增设暹罗馆（泰语），共为四夷馆十馆。清朝顺治元年（1644年），满洲人入关，将四夷馆更名为“四译馆”，百夷馆更名“百译馆”，因女真语早已演变为满语，且朝廷上的满族人多通晓蒙古语，所以撤销鞑靼馆和女直馆，剩下西番、西天、回回、高昌、百译、缅甸、八百、暹罗八馆。乾隆十三年农历九月（1748年）乾隆皇帝在学习藏文的过程中审阅《西番译语》，下令合并会同馆、四译馆为“会同四译馆”，并按照收词量高且较全面的四译馆版《西番译语》，重新编纂各馆《译语》。会同四译馆下分西域馆、百译馆二馆，前者包括原西番、西天、回回、高昌四馆，后者包括原百译、缅甸、八百、暹罗四馆。乾隆十九年（1754年），乾隆帝趁蘇祿蘇丹國使者来华，增设苏禄馆（陶苏格语）。乾隆二十六年（1761年），增南掌馆（老挝语）。苏禄、南掌二馆隶属百译馆。

## 编纂
明朝建立初期，朝内尚有许多元朝的蒙古人和色目人遗臣遗官。迫于明初北伐北元鞑靼残余势力的需求，明朝洪武十五年农历正月丙戌日（1382年1月28日）洪武帝任命翰林院侍讲火原洁、编修“回回大师”马沙亦黑等精通蒙汉双语的官仕，按照《蒙古秘史》中利用汉字对蒙古语字词加以拟音书写的方式，编写一部蒙译汉辞书。洪武二十二年（1389年）著成一部《华夷译语》，并刊印发行。此部《华夷译语》分17门，收词840条整。序文中简述编写辞书的用途，之后的凡例中讲述了在汉字拟音时使用的各种特殊的小字符，以弥补汉语语音系统没有蒙语发达的缺陷，同时也体现了用汉字拟音蒙语字词发音的难处。
用漢字譯寫胡語，其中間有有聲無字者，今特借音聲相近字樣，立例於後，讀者依此求之，則無不諧矣。
- 字傍小註「中」字者，乃喉內音也，如「中合」、「中忽」之類。
- 字傍小註「舌」字者，乃舌頭音也，必彈舌讀之，如，「舌兒」、「舌里」、「舌剌」、「舌魯」、「舌侖」之類。
- 字傍小註「丁」字者，頂舌音也，以舌尖頂上齶（音咢）讀之，如「丁溫」、「丁兀」、「丁斡」、「丁豁」之類。
- 字下小註「勒」字者，亦與頂舌同，如「冰」呼「莫勒孫」之類。
- 字下小註「黑」字、「惕」字、「克」字者， （「字下小註黑字惕字克字者」，「黑」原作「里」，據明朱當㴐國朝典故本、涵芬樓秘笈本改。） 皆急讀帶道音也，不用讀出。
- 字下小註「卜」字、「必」字者，皆急讀合口音也，亦不用讀出。

此后从明永乐年间设立四夷馆后至清代末期，会同馆与四夷馆分别编纂了各种辞书，多名为《××馆译语》或《××馆译文》，以下简称《译文》。各种《译文》在应用实践的过程中发现有各种欠缺的词汇，应而相继编纂《××馆杂字》增补，以下简称《杂字》。会同馆版本的《译文》和《杂字》由于主要用于培训口译人才，只有原语的汉字拟音和词义两栏，无原语文字。四夷馆版本的《译文》和《杂字》用于培训笔译人才，有原语文字、汉字拟音和词义三栏。譬如，《會同館板·回回館雜字》记述波斯语“天”字，写有“阿思忙”和“天”二栏，分别记述波斯语词的汉字拟音及其汉语词义；而《四夷館板·回回館雜字》在记述同一字时，写有本词、拟音、词义三栏，即、“阿思媽恩”和“天”。此外四夷馆还编有《××馆来文》，将各国各地官方呈来的函文书信附加翻译并按照地区语言汇集成书，以下简称《来文》。供高阶翻译人才阅读学习使用。
各种《译文》、《杂字》、《来文》的汉字部分均使用手写毛笔楷书，原语文字部分均按照当时当地的官方书写习惯手写。每页四组单词。四夷馆版本每组单词三栏，第一栏为原语文字，第二栏为汉译词义，第三栏为汉字拟音。会同馆版本每组单词二栏，省去原语文字一栏。按照中文传统的书写习惯编排，词序由右向左、行序由上而下，即为右上词、左上词、右下词、左下词的顺序。唯有《僰夷译语》（记录白语）和《西天真实名经》（记录梵语）为竖写，即为右上词、右下词、左上词、左下词的顺序。词汇按照类别分为二十余门类，皆以“天文门”、“地理门”、“时令门”开头，其余门类各异，有若“采色门”、“身体门”、“人物门”、“器用门”、“宫殿门”、“饮食门”、“衣服门”、“方隅门”、“经部门”、“珍宝门”、“文史门”、“鸟兽门”、“数目门”、“通用门”、“香药门”、“花木门”、“人事门”等等。

## 研究
明清编纂的各种《华夷译语》记录了今中国境内以及周边国家，包括近代汉语在内的各种语言的14世纪至19世纪的词汇和语音，对于语言学和中国边疆历史的研究，尤其是历史词汇学和历史语音学的研究来说，是一个珍贵的资料库。在语音方面，虽然《译语》和《杂字》在记录词汇语音方面使用了不科学的汉字拟音，但因其是官方用于正式对外交涉的书物，又是由精通夷汉双语的人才编写的，且在几百年的翻译实践过程中几经修改，其汉字拟音系统是有一定的科学规律的。在词汇学方面，譬如《高昌馆杂字》记录了明朝永乐时期，吐鲁番一带的察合台语（或讹称作“回鹘语”、“高昌语”）。察合台语是今日维吾尔语以及乌兹别克语的原语，并是直至20世纪初期二地区通用的书面语，而高昌馆所记录的语言当更接近今日的维吾尔语东部的吐鲁番方言。永乐年间的察合台语尚在使用回鹘文字书写，而不是被伊斯兰化后的阿拉伯文字。在记录的词汇中多见“僧人”、“寺庙”等佛教词汇，说明在永乐时期，吐鲁番一带尚未被伊斯兰化，或伊斯兰化程度较小。许多词语都与今日维吾尔语有所差别，如“天”译作“腾克力”（ᠲᠩᠷᠢ），即其原蒙古语借词，而不是后来使用的被伊斯兰化后的波斯语借词“阿思曼”。
各种《译语》、《杂字》所记载的语言，因时间的推移，使得其中的语言不易当今学者分辨，在这种情况下，语言学家会尝试到当地进行田野考察，作语言对比，往往则可确定《译语》中所记录的语言或方言。目前中外各地所藏《华夷译语》百余本，包括故宫藏本在内的许多藏本尚未被整理研究，此外可能还有一些私人搜藏的各种版本。

### 分类
近现代学者在研究时将存世的各种版本的《华夷译语》分类。1930年日本学者石田幹之助按照出版年代以及书本藏地分为甲乙丙三种：“甲种本”1本，即明朝洪武二十二年火原洁、马沙亦黑等编纂的蒙汉对译《华夷译语》，有蒙文本词、汉字拟音和词义三栏；“乙种本”为明朝永乐五年以降的四夷馆／四译馆版本《译语》、《杂字》和《来文》。有本词、拟音、词义三栏。记录有鞑靼、女直、西番、西天、回回、高昌、百夷、缅甸、八百和暹罗10语辞书。名为《××馆译语》、《××馆杂字》和《××馆来文》；“丙种本”为明晚期会同馆版本《译文》和《杂字》，未含《来文》。有拟音、词义二栏，无本词。记录有朝鲜、日本、琉球、安南、占城、暹罗、满剌加、百夷、西番、回回、女真、达达和畏兀儿13语辞书。名为《××馆译语》和《××馆杂字》。1948年法国学者伯希和（Paul Pelliot）将北京故宫所藏的42语种71册本的《译语》、《杂字》定为第四种“丁种本”。丁种本为清朝乾隆年代以降之会同四译馆所编，名称相对杂乱，多称为《××译语》，又有《××语》、《××话》、《××番书》、《××雅话》、《××国译语》几种称谓，以及按照地方县府来命名的《××府属土州县司译语》三本，和一本梵译汉的《西天真实名经》。
清朝康熙三十四年（1695年），江蘩约在《四译馆考》中记载了当时四译馆、会同馆下属各馆所藏之《杂字》和《来文》的情况。有西番、西天、回回、高昌、百译、缅甸、八百、暹罗八馆，各有《杂字》数部和《来文》一部。其中回回馆附有吐鲁番、天方、撒马尔罕、占城、日本、真腊、爪哇、满刺加八国《杂字》；高昌馆附有哈密、安定阿端、曲先、军东、鲁陈、亦力把力、黑娄七国《杂字》；百译馆附有孟养、孟定、南甸、干崖、陇川、威远、湾甸、镇康、大候、芒市、者乐甸十一国《杂字》；八百馆附有老挝、车里、孟艮三国《杂字》。
乾隆十五年以降新编订的《译语》、《杂字》可按照译馆大致归类为以下九种：
1. 西番馆存世10种14册。有《西番館譯語》1种5册，20门类，收词2123个，最为丰富，乾隆帝以其作为《译语》之典范。记录藏语拉萨前藏方言。另有《川番譯語》9种9册，各分20门类，各收词740左右，分别名为《西番译语（川一）》、《西番译语（川二）》、《西番译语（川三）》、《西番译语（川四）》、《西番译语（川五）》、《西番译语（川六）》、《西番译语（川七）》、《西番译语（川八）》、《西番译语（川九）》。分别记录四川省西部松番、龙安、茂州等地的各种藏缅语族的语言及方言，包括藏语安多方言农区话、藏语康巴方言、白马语、尔苏语中部方言、尔苏语西部方言、嘉绒语、多续语等。
2. 百译馆存世9种9册。各分门类15至17不等，各收词338至806。来自云南永昌府的分别为《镇康译语》、《湾甸译语》、《芒市译语》、《南甸译语》、《平崖译语》、《路江译语》、《耿马译语》、《猛卯译语》、《猛连译语》，记录了当地的各种傣语。另有来自云南镇沅的《僰夷译语》（即白语）16门类，收词112个，和《苏禄番书》（即苏禄语）19门类，收词406个。
3. 八百馆存世6种6册。各分门类11至16不等，各收词71至170个。分别为《车里译语》来自云南普洱府、《猛缅译语》来自云南顺宁府、《猛麻译语》来自云南顺宁府、《庆远府属土州县司译语》来自广西慶遠府、《太平府属土州县司译语》来自广西太平府、《镇安府属土州县司译语》来自广西镇安府。
4. 西天馆，存世1种1册，不分门类，收词519个，名为《西天真实名经》。
5. 缅甸馆，存世1种1册，分20门类，收词1225个，名为《缅甸番书》。
6. 暹罗馆，存世1种1册，分20门类，收词971个，名为《暹罗番书》。
7. 回回馆，存世1种1册，分11门类，收词282个，名为《琉球语》。
8. 另有译馆不详的《猓猡译语》。《猓玀譯語》5种5册。各20门类，各收词280至740余个，分别名为《猓猡译语（猓一）》、《猓猡译语（猓二）》、《猓猡译语（猓三）》、《猓猡译语（猓四）》、《猓猡译语（猓五）》。记录了多为川西、川北、滇北等地的彝语、羌语等藏缅语族的语言及方言，其中猓一来自东川府。
9. 西洋馆，存世6种6册。其中5种5册翻译较为准确，分20门类，各收词2069至2071个，分别为《弗喇安西雅話》（即法语）、《額哷馬尼雅話》（即德语）、《伊達禮雅話》（即意大利语）、《播哷都噶禮雅話》（即葡萄牙语）、《拉氐諾話》（即拉丁语）。此外还有1册《𠸄咭唎國譯語》，记录英语，分20门类，收词734个，但是记录语词并不准确，一些学者如黄兴涛等认为可能是广州十三行英语“通事”所作[12]。